# ヒサノ
ヒサノ（本名非公表、8月13日 - ）は、東京都世田谷区出身の日本のシンガーソングライター。
血液型はO型。

## 作品

### アルバム
- La・Lune 〜The goddess in the moon〜 (2006年1月20日)
- Eternal Alice　〜エターナル・アリス〜 (2007年5月18日)
- shadow in sun (2007年11月16日)
- Alice in deep forest 〜深い森の国のアリス〜 (2008年5月16日)
- Alice in deep sea 〜深い海の国のアリス〜 (2008年9月24日)
- ブラック・アニバーサリー (2010年3月14日)
- Le soir (2010年11月19日)
- Une etoile (2010年11月19日)
- 劇場版ハートの国のアリス･イメージCD (2011年9月23日)
- Residents of dear book (2011年9月30日)
- My Sweetest Island (2011年9月30日)
- アラビアンズ・ロスト　イメージアルバム (2012年6月28日)
- グリム・ザ・バウンティハンター (2012年7月26日)
- ダイヤの国のアリス〜Wonderful Wonder World〜 イメージアルバム (2012年12月20日)
- a song book (2013年3月13日)
- QuinRose　Best 〜ボーカル曲集・2007-2009Ⅰ〜 (2013年3月28日)
- QuinRose　Best 〜ボーカル曲集・2007-2009Ⅱ〜 (2013年3月28日)
- QuinRose　Best 〜ボーカル曲集・2007-2009Ⅲ〜 (2013年3月28日)
- QuinRose　Best 〜ボーカル曲集・2007-2009Ⅳ〜 (2013年4月25日)
- QuinRose　Best 〜ボーカル曲集・2009-2012Ⅰ〜 (2013年4月25日)
- QuinRose　Best 〜ボーカル曲集・2009-2012Ⅱ〜 (2013年4月25日)
- K-POP Best Hit Express 2 (2013年5月9日)
- QuinRose　Best 〜ボーカル曲集・2009-2012Ⅲ〜 (2013年5月23日)
- QuinRose　Best 〜ボーカル曲集・2009-2012Ⅳ〜 (2013年5月23日)
- QuinRose　Best 〜ボーカル曲集・2012-2013Ⅰ〜 (2013年5月23日)
- ダイヤの国のアリス〜Wonderful Mirror World〜 イメージアルバム (2013年7月25日)
- ハートの国のアリス〜Wonderful Wonder World〜 イメージアルバム (2013年10月31日)
- QuinRose　Best 〜ボーカル曲集・2012-2013Ⅱ〜 (2013年12月19日)
- J-Pop Dance Express (2014年5月16日)
- ハートの国のアリス〜Wonderful Twin World〜　イメージアルバム (2014年5月29日)
- 新装版 クローバーの国のアリス〜Wonderful Twin World〜　イメージアルバム (2014年12月18日)
- J-POP Dance Express 2 (2015年5月12日)
- ONE (2015年9月1日)
- J-POP Dance Express 4 (2017年5月12日)
- 白と黒のアリス　オリジナルサウンドトラック (2017年8月23日)
- K-POP Best Hit Express 3 (2019年7月5日)

### DVD
- QuinRose MIX.〜2008.May〜 (2008年10月24日)
- QuinRose MIX.〜2009.February〜 (2009年8月21日)
- 劇場版ハートの国のアリス〜Wonderful Wonder World〜 (2012年2月15日)
- オトメイトパーティー2018 (2019年5月17日)

### ゲーム
- 魔法使いとご主人様〜wizard and the master〜 (2005年9月2日) 
  - オープニング主題歌「color」
  - エンディング主題歌「君の声」
- アラビアンズ・ロスト-The engagement on desert- (2006年8月11日) 
  - エンディング主題歌「夢の後先」
- ハートの国のアリス〜Wonderful Wonder World〜 (2007年2月14日) 
  - オープニング主題歌「Wonderful Wonder World」
  - エンディング主題歌「Reminiscences」「Day in Day Out」
- クローバーの国のアリス〜Wonderful Wonder World〜 (2007年12月15日) 
  - オープニング主題歌「Wonderful Wonder World-CLOVER-」
  - エンディング主題歌「凍った指きり」
- ジョーカーの国のアリス〜Wonderful Wonder World〜(2009年10月31日) 
  - オープニング主題歌「Wonderful Wonder World-JOKER-」
  - エンディング主題歌「くるくる回る」
- アニバーサリーの国のアリス〜Wonderful Wonder World〜 (2010年3月14日)
  - オープニング主題歌「Wonderful Wonder World-Anniversary-」
  - エンディング主題歌「潤す一滴」
- 魔法使いとご主人様〜New Ground〜 (2010年7月31日)
  - オープニング主題歌「星降る夜に」
  - エンディング主題歌「真昼のエスケープ」
- マザーグースの秘密の館 (2011年6月23日)
  - オープニング主題歌「Antique Red」
- お菓子な島のピーターパン 〜Sweet Never Land〜 (2011年10月6日)
  - オープニング主題歌「Sweet Sky」
- グリム・ザ・バウンティハンター (2012年7月26日)
  - オープニング主題歌「Grimm the Bounty hunter」
- ダイヤの国のアリス 〜Wonderful Wonder World〜 (2012年12月20日) 
  - オープニング主題歌「Wonderful Wonder World-dia-」
- ダイヤの国のアリス〜Wonderful Mirror World〜 (2013年7月25日) 
  - オープニング主題歌「Wonderful Wonder World-Mirror-」
  - エンディング主題歌「Mirror Jewelry」
- 新装版ハートの国のアリス〜Wonderful Wonder World〜 (2013年10月31日) 
  - オープニング主題歌「Wonderful Wonder World -Extended Remix-」
  - エンディング主題歌
    - 「Reminiscences-Extended Remix-」「Day in Day Out-Extended Remix-」
- 里見八犬伝 八珠之記 (2014年2月27日)
- ロミオ&ジュリエット (2014年3月27日)
  - エンディング主題歌「終幕の踊り場」
- ハートの国のアリス〜Wonderful Twin World〜 (2014年5月29日)
  - オープニング主題歌「Wonderful Wonder World -Twin-」
  - エンディング主題歌「Stormy Dream」
- 里見八犬伝 浜路姫之記 (2014年9月25日)
- 新装版クローバーの国のアリス〜Wonderful Wonder World〜 (2014年12月18日)
  - オープニング主題歌「Wonderful Wonder World-Clover Extendesd Remix-」
  - エンディング主題歌「凍った指きり」
- 里見八犬伝 村雨丸之記 (2015年1月22日)
- 新装版 お菓子な島のピーターパン (2015年3月26日)
- 新装版 魔法使いとご主人様 (2015年6月18日)
- PlayStation Vita『白と黒のアリス』 (2017年6月8日)
  - オープニング主題歌「白と黒のワルツ」
  - 挿入歌「モノクロの心」
  - エンディング主題歌「charme」
- PlayStation Vita『忍び、恋うつつ ― 甘蜜花絵巻 ―』 (2017年9月28日)
  - オープニング主題歌「あふれし想いに花は舞う」
  - エンディング主題歌「愛、咲かそう」
- PlayStation 4『忍び、恋うつつ ― 万花彩絵巻 ―』 (2018年2月15日)
  - オープニング主題歌「紅玉の誓い」
  - エンディング主題歌「ゆめ陽炎」
- PlayStation Vita『白と黒のアリス-Twilight line-』 (2018年11月15日)
  - オープニング主題歌「白と黒の絆」
  - Lover’s Dayエンディングテーマ「mon trésor」
  - Another Lineエンディングテーマ「ふたりの行く先」
- PlayStation 4『アークオブアルケミスト』 (2019年2月7日)
  - エンディング主題歌「砂の轍」

### 舞台
- ブルースな日々あぁガス欠 (2005年)

## イベント
- QuinRose MIX.
  - 〜2008.May〜 (2008年5月3日 川崎市教育文化会館)
  - 〜2009.February〜 (2009年2月22日 新宿厚生年金会館)
  - 〜アーティスト・ミニライブ 2009 SUMMER〜 (2009年8月15日 duo MUSIC EXCHANGE)
  - 〜ハロウィン・イブ〜 (2010年10月30日 TOKYO DOME CITY HALL)
  - 〜ミニライブ2013〜 (2013年5月3日・4日 東京ビッグサイト)
- 皆で創ろう!ココフリ (2010年1月24日 横浜赤レンガ倉庫)
- アニメイトガールズフェスティバル2010 (2010年10月10日 サンシャインシティ)
- 劇場版ハートの国のアリス〜Wonderful Wonder World〜ライブつき上映会 (2011年8月13日・14日・20日・21日 シネマサンシャイン池袋)
- ヒサノ会
  - 〜Christmas Party 2011〜 (2011年12月3日 Ale House)
  - 〜Summer Party 2012〜 (2012年8月11日 dope lounge)
- コミックマーケット88 「ヒサノ会」 (2015年8月16日 東京ビッグサイト)
- ミニライブ2016-Spring- (2016年4月24日 LiveCafe弁天)
- ヒサノ＆鞠ライブ
  - -2018 Spring- (2018年4月28日 オトメイトスクエア)
  - ｰ2019 Autumn- (2019年11月2日 オトメイトスクエア)
- オトメイトパーティー2018 (2018年9月9日 東京国際フォーラム ホールA)

## その他
- 劇場版ハートの国のアリス〜Wonderful Wonder World〜 (2011年7月30日公開)
  - オープニング主題歌「Wonderful Wonder World」